# Isaac Donnom Witherspoon
Isaac Donnom Witherspoon (* 3. Dezember 1803 im Lancaster County, South Carolina; † 30. Juli 1858 in White Sulphur Springs, Virginia) war ein US-amerikanischer Politiker. Zwischen 1842 und 1844 war er Vizegouverneur des Bundesstaates South Carolina.

## Werdegang
Isaac Witherspoon war der Sohn von James Witherspoon (1784–1842), der zwischen 1826 und 1828 ebenfalls Vizegouverneur von South Carolina war. Sein Bruder James (1810–1865) war Abgeordneter im Repräsentantenhaus der Konföderierten. Er besuchte das South Carolina College, das er aber ohne Abschluss vorzeitig verließ. Dann zog er nach Yorkville. Nach einem anschließenden Jurastudium und seiner Zulassung als Rechtsanwalt begann er in diesem Beruf zu arbeiten. Politisch schloss er sich der Demokratischen Partei an. Ab 1836 war er Abgeordneter im Repräsentantenhaus von South Carolina. Später gehörte er dem Staatssenat an. Insgesamt war er 20 Jahre Mitglied der South Carolina General Assembly. 1842 wurde er von dieser zum Vizegouverneur seines Staates gewählt. Da er aber aus nicht überlieferten Gründen nicht zugelassen wurde, konnte er dieses Amt nicht antreten.
Im Jahr 1844 wurde Witherspoon dann rechtsgültig von der Staatslegislative an der Seite von James Henry Hammond zum Vizegouverneur von South Carolina gewählt. Dieses Amt bekleidete er zwischen dem 8. Dezember 1842 und dem 7. Dezember 1844. Dabei war er Stellvertreter des Gouverneurs. Nach seiner Zeit als Vizegouverneur praktizierte er wieder als Anwalt. Außerdem war er weiterhin Mitglied des Staatsparlaments. Er war ein hochangesehener Bürger seiner Heimatstadt Yorkville. Im Jahr 1858 erlitt er einen Schlaganfall. Er starb am 30. Juli jenes Jahres in White Sulpher Springs im heutigen West Virginia, wo er provisorisch beigesetzt wurde. Später wurden seine sterblichen Überreste nach Yorkville überführt und dort endgültig bestattet.